# Theograndine
| Citroside      |                           |                           |
| Name           | Theograndin I             | Theograndin II            |
| Strukturformel | Struktur der Theograndine | Struktur der Theograndine |
| Rest R         | H                         | OH                        |
| CAS-Nummer     | 637004-62-7               | 637004-63-8               |
| PubChem        | 11156985                  | 11272944                  |
| Wikidata       | Q119734968                | Q27138189                 |
| Summenformel   | C21H18O15S                | C21H18O16S                |
| Molare Masse   | 542,4 g·mol−1             | 558,4 g·mol−1             |

Theograndine sind zwei Flavonoide, die als Glycoside vorliegen. Die Zuckerkomponente ist Glucuronsäure und weist zusätzlich eine Sulfat-Gruppe auf. Die beiden Vertreter unterscheiden sich nur durch die An- oder Abwesenheit einer Hydroxygruppe. Die Aglycone sind Isoscutellarein (Theograndin I) und Hypolaetin (Theograndin II).

## Vorkommen
Die Theograndine kommen in den Samen des Cupuaçu (Theobroma grandiflorum) vor.

## Eigenschaften
Die Theograndine wirken im Test mit Diphenylpikrylhydrazyl antioxidativ, wobei Theograndin II etwas stärkere Aktivität aufweist. Theograndin II zeigt außerdem eine geringe Cytotoxizität.